# Мачак под шљемом (ТВ серија)
„Мачак под шљемом” је југословенска телевизијска серија снимљена 1978. године у продукцији ТВ Загреб. Постоји истоимени филм из 1962. године.

## Епизоде
| Сезона | Епизода | Назив                          | Датум            |
| ------ | ------- | ------------------------------ | ---------------- |
| 1      | 1       | Најгора десетина               | 1.октобра 1978.  |
| 1      | 2       | Зелена мрквица                 | 8.октобра 1978.  |
| 1      | 3       | Вечера у Хурманцима            | 15.октобра 1978. |
| 1      | 4       | Шугава судбина челног у колони | 22.октобра 1978. |
| 1      | 5       | Зло по свету ходи...           | 29.октобра 1978. |
| 1      | 6       | Рат је рат                     | 5.новембра 1978. |

## Улоге
| Глумац             | Улога                                   |
| ------------------ | --------------------------------------- |
| Миодраг Кривокапић | Илија Капара (6 еп. 1978)               |
| Угљеша Којадиновић | Сирача - командир чете (6 еп. 1978)     |
| Божидар Орешковић  | Брицо (6 еп. 1978)                      |
| Круно Валентић     | Мартин пушкомитраљезац (6 еп. 1978)     |
| Звонимир Торјанац  | Капсула (6 еп. 1978)                    |
| Драго Мештровић    | Водењак (6 еп. 1978)                    |
| Драгољуб Лазаров   | Кочијаш (6 еп. 1978)                    |
| Матко Рагуз        | Тамбурица (6 еп. 1978)                  |
| Винко Краљевић     | Ђак (6 еп. 1978)                        |
| Крешимир Зидарић   | Куслец - командант бригаде (5 еп. 1978) |
| Иво Грегуревић     | Репица (5 еп. 1978)                     |
| Миле Рупчић        | Шиме (5 еп. 1978)                       |
| Хрвоје Чулић       | Стевица (5 еп. 1978)                    |
| Мустафа Надаревић  | Комесар 1. батаљона (4 еп. 1978)        |
| Жарко Савић        | Командир 1. батаљона (4 еп. 1978)       |
| Жељко Мавровић     | Имбра Фалачец (4 еп. 1978)              |
| Едо Перочевић      | Рукљац - комесар чете (4 еп. 1978)      |
| Гордан Пицуљан     | Командир вода (4 еп. 1978)              |
| Иво Сердар         | Фрањо Смоквина (3 еп. 1978)             |

 Остале улоге ▼
| Глумац                | Улога                                                   |
| --------------------- | ------------------------------------------------------- |
| Јован Личина          | Надсатник пл.Бузан (2 еп. 1978)                         |
| Мато Ерговић          | Велечасни (2 еп. 1978)                                  |
| Вида Јерман           | Ленка (2 еп. 1978)                                      |
| Вјенцеслав Капурал    | Политички делегат (2 еп. 1978)                          |
| Слободан Димитријевић | Командир дивизије (2 еп. 1978)                          |
| Јожа Шеб              | Пијани заробљени сељак (2 еп. 1978)                     |
| Златко Мадунић        | Конобар (2 еп. 1978)                                    |
| Злата Николић         | Старица у жупном двору (2 еп. 1978)                     |
| Душан Џакула          | Домобран (2 еп. 1978)                                   |
| Здравко Маршанић      | (2 еп. 1978)                                            |
| Божидарка Фрајт       | Јања (1 еп. 1978)                                       |
| Хелена Буљан          | Другарица Мира (1 еп. 1978)                             |
| Јадранка Матковић     | Имбрина жена (1 еп. 1978)                               |
| Младен Шермент        | Мишка - партизански симпатизер (1 еп. 1978)             |
| Петар Добрић          | Стари са петролејком (1 еп. 1978)                       |
| Драган Миливојевић    | Усташки таборник (1 еп. 1978)                           |
| Меланија Дуганџић     | Брицина љубавница (1 еп. 1978)                          |
| Борис Фестини         | Домобран у купеу вагона (1 еп. 1978)                    |
| Фрањо Мајетић         | Сељак с коњском запрегом (1 еп. 1978)                   |
| Петар Бунтић          | Усташа на сјенику (1 еп. 1978)                          |
| Звонимир Ференчић     | Сељак при клијети (1 еп. 1978)                          |
| Људевит Галић         | Шверцер у купеу вагона (1 еп. 1978)                     |
| Драгутин Врбенски     | Сељак у купеу вагона (1 еп. 1978)                       |
| Љубо Капор            | Јовица - командир 3. батаљона (1 еп. 1978)              |
| Зоран Ћирић           | Домобран - стражар у шуми (1 еп. 1978)                  |
| Јагода Краљ           | Дјевојка са бијелом марамом (1 еп. 1978)                |
| Зоран Покупец         | Падобранац (1 еп. 1978)                                 |
| Томислав Кнежевић     | Домобрански часник (1 еп. 1978)                         |
| Владимир Пухало       | Домобран Кукец (1 еп. 1978)                             |
| Здравко Смојвер       | Усташа у затвору (1 еп. 1978)                           |
| Драган Сучић          | Домобран (1 еп. 1978)                                   |
| Антун Тудић           | Партизан (1 еп. 1978)                                   |
| Дубравко Сидор        | Домобрански дочасник (1 еп. 1978)                       |
| Звонко Стрмац         | Сељак који прича виц у биртији (1 еп. 1978)             |
| Том Стојковић         | Морнар (1 еп. 1978)                                     |
| Бранислав Петровић    | Интендант (у Капариним мислима) (1 еп. 1978)            |
| Винко Лисјак          | Представник санитета (у Капариним мислима) (1 еп. 1978) |
| Анте Дулчић           | Учо (1 еп. 1978)                                        |
| Јоаким Матковић       | Домобран (1 еп. 1978)                                   |
| Томислав Милановски   | Домобран (1 еп. 1978)                                   |
| Радослав Спицмилер    | Домобран (1 еп. 1978)                                   |

Комплетна ТВ екипа ▼
| Редитељ              | Берислав Макаровић   | (6 еп. 1978)                          |
| Сценариста           | Јожа Хорват          | (6 еп. 1978)                          |
| Композитор           | Алфи Кабиљо          | (6 еп. 1978)                          |
| Директор фотографије | Вјенцеслав Орешковић | (непознат број епизода)               |
| Монтажер             | Јосип Подворац       | (непознат број епизода)               |
| Монтажер             | Живка Топлак         | (непознат број епизода)               |
| Сценограф            | Душан Јеричевић      | (6 еп. 1978)                          |
| Костимограф          | Ксенија Јеричевић    | (6 еп. 1978)                          |
| Одсек за шминку      | Халид Реџебашић      | шминкер (6 еп. 1978)                  |
| Одсек за шминку      | Звјездана Фекеза     | шминкерка (непознат број епизода)     |
| Одсек за звук        | Јурај Брегес         | тон мајстор (6 еп. 1978)              |
| Одсек за звук        | Младен Пребил        | тонска обрада (6 еп. 1978)            |
| Специјални ефекти    | Здравко Смојвер      | специјални ефекти (6 еп. 1978)        |
| Музички одсек        | Лидија Јојић         | музички уредник (6 еп. 1978)          |
| Музички одсек        | Срећко Орлић         | сниматељ тона (непознат број епизода) |